# Bernhard Virgin
Bernhard Virgin, född 21 oktober 1673 i Estland, död 12 augusti 1743 i Göteborg, var en svensk adelsman och militär. Bernhard Virgin var i första giftet gift med Eleonora Elisabeth Soop och i andra giftet med Hedvig von Köhler. 
Bernhard Virgin var son till kaptenen och ägaren till Resack i Marienburgs socken och Reppekaln i Oppekalns socken Bernhard Virgin. Han blev 1690 volontär vid garnisonsregementet i Riga och 1697 fältväbel där. 1700 blev Bernhard Virgin löjtnant vid W. A. Schlippenbachs dragonregemente, 1702 kapten där och 1709 kapten vid ligardet. Virgin deltog bland annat i slaget vid Hummelshof , slaget vid Lesna och slaget vid Poltava. Han tillfångatogs i kapitulationen vid Perevolotjna men utväxlandes redan samma år och återvände till Sverige. 1713 blev han major vid Västgöta stånddragonregemente och 1716 major vid skånska stånddragonregementet. 1719 erhöll han avsked från militären och erhöll 1721 överstelöjtnants karaktär. Bernhard Virgin naturaliserades som svensk adelsman 1731 och introducerades samma år.
Avsked 1719-09-20. Överstelöjtnants karaktär 1721-11-04. Natural. svensk adelsman 1731-01-01 (introd. s. å. under nr 1848). Död 1743-08-12 i Göteborg. Var med vid Hummelshof 1702, Gemauerthof, Liesna och Poltava. Han gjorde i 1705-05-00 ett lyckligt parti mot ryssarna i Estland och var samma år med på ett annat dylikt.